# The Walk (filme)
The Walk (A Travessia no Brasil ou The Walk – O Desafio em Portugal) é um filme biográfico de ação e drama em 3D de 2015, dirigido por Robert Zemeckis e escrito por Christopher Browne e Zemeckis.
É baseado na história do equilibrista francês Philippe Petit e sua caminhada em um cabo entre as torres gêmeas do World Trade Center em 7 de agosto de 1974. Do filme fazem parte do elenco: Joseph Gordon-Levitt, Ben Kingsley, James Badge Dale, Ben Schwartz, Steve Valentine e Charlotte Le Bon.
O filme estreou tanto no Brasil quanto em Portugal em outubro de 2015, pela TriStar Pictures.

## Sinopse
Em 1974, o equilibrista francês Philippe Petit concebe um plano audacioso: atravessar, sobre um cabo de aço, o vão entre as Torres Gêmeas do World Trade Center, em Nova Iorque. A façanha, realizada de forma clandestina e sem qualquer autorização, foi resultado de meses de planejamento minucioso, que contou com o auxílio de cúmplices recrutados na França e nos Estados Unidos, bem como da orientação técnica de Papa Rudy, mestre em acrobacias e cordas.
A inspiração surge quando, ao visitar um consultório odontológico em Paris, Philippe observa uma fotografia das recém-construídas Torres Gêmeas em uma revista. A partir desse momento, passa a dedicar-se integralmente ao objetivo de executar o que ele considera "o golpe artístico do século". Expulso da casa dos pais por não ter uma ocupação considerada digna, Philippe aprimora suas técnicas de equilíbrio e preparação logística. Nesse percurso, conhece Annie, uma jovem musicista e artista de rua, que se torna sua primeira aliada, e Jean-Louis, fotógrafo que documentará toda a operação.
Para viabilizar a travessia, Philippe estuda minuciosamente os acessos às torres, utilizando disfarces e estratégias de infiltração. Com o auxílio de novos colaboradores, a operação clandestina avança, enfrentando diversos imprevistos, como atrasos, dificuldades técnicas e a constante vigilância dos funcionários do prédio.
Na madrugada de 7 de agosto de 1974, após instalar os cabos sob condições adversas, Philippe realiza a travessia histórica, caminhando repetidamente entre as torres, ajoelhando-se, deitando-se sobre o cabo e desafiando a polícia, que tenta interromper sua apresentação ameaçando removê-lo com um helicóptero. Ao longo de 45 minutos, realiza oito percursos completos sobre o vazio a 417 metros de altura.
Ao encerrar a travessia, Philippe é detido, mas recebe reconhecimento tanto da imprensa quanto das autoridades locais. Como recompensa simbólica, recebe um passe vitalício de acesso aos mirantes das Torres Gêmeas. O filme termina com Philippe revelando que a data de validade do passe foi alterada para ‘para sempre’, numa referência discreta ao colapso das torres nos atentados de 11 de setembro de 2001.

## Elenco
- Joseph Gordon-Levitt como Philippe Petit[6]
- Ben Kingsley[7] como Papa Rudy
- James Badge Dale[7] Jean-Pierre
- Ben Schwartz[8] como Albert
- Steve Valentine[9] como Barry Greenhouse
- Charlotte Le Bon[7] como Annie Allix[10]

## Produção

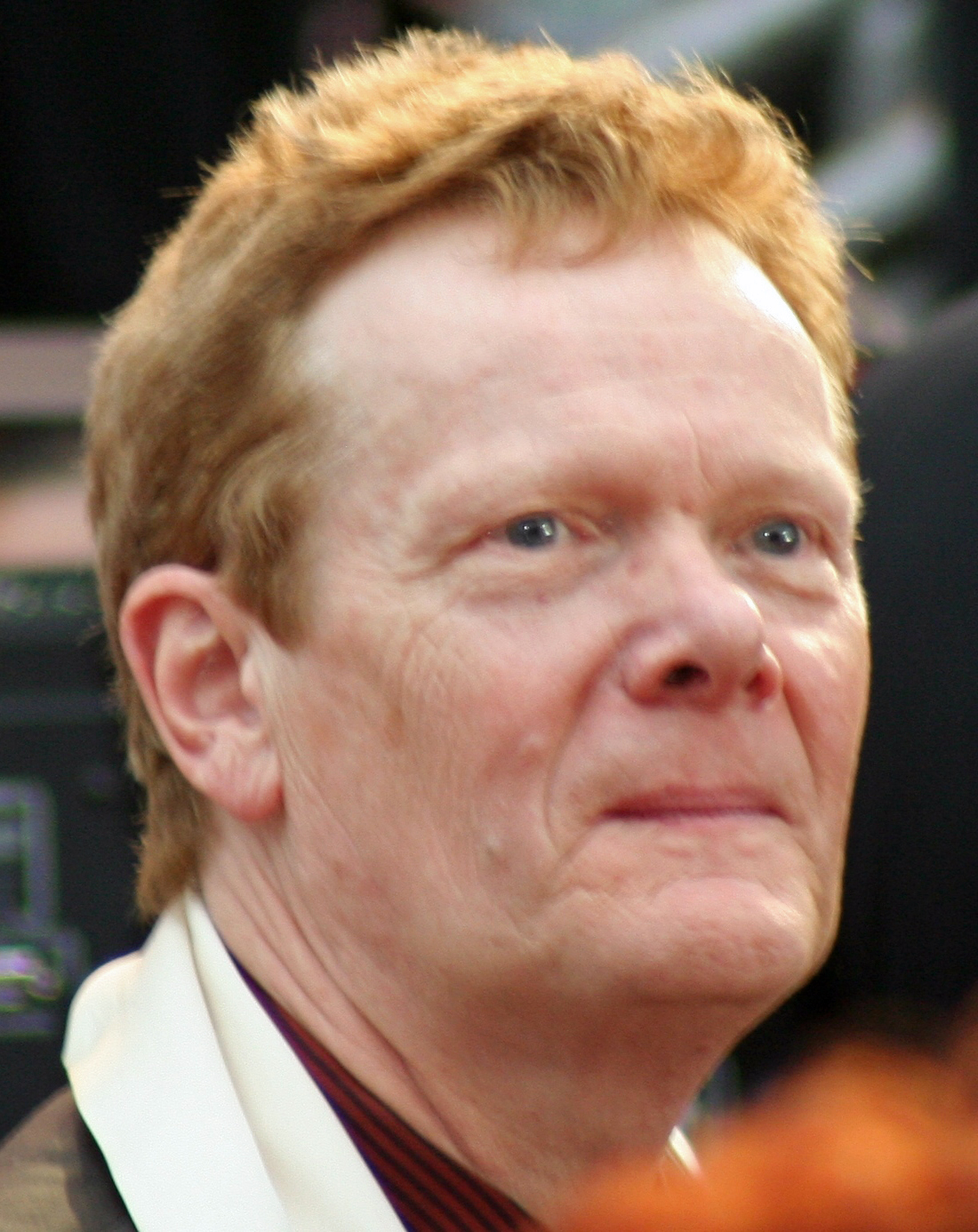
Philippe Petit em 2009⠀⠀⠀⠀⠀⠀

As filmagens do filme ocorreram de 26 de maio de 2014 a 6 de agosto de 2014, em Montreal.
Todas as cenas envolvendo as Torres Gêmeas e o cenário da Nova Iorque dos anos 1970 foram criadas digitalmente, com amplo uso de chroma key e cinematografia virtual. Os telhados das Torres foram parcialmente reconstruídos em estúdio, para possibilitar a interação do ator com o cenário que seria inserido na pós-produção.
Gordon-Levitt treinou diretamente com o próprio Philippe Petit para desempenhar algumas de suas cenas de equilibrismo no filme.

Em 23 de janeiro de 2014, foi anunciado que Robert Zemeckis dirigiria um filme baseado na história da caminhada de Philippe Petit entre as Torres Gêmeas do World Trade Center, em 1974. Também foi confirmado que Zemeckis pretendia que Joseph Gordon-Levitt interpretasse Petit. Zemeckis conheceu a história de Petit pela primeira vez por meio do livro infantil The Man Who Walked Between the Towers. No início, questionou se a história era verdadeira, já que não se lembrava do evento, afirmando que "de alguma forma perdeu isso". Zemeckis imediatamente reconheceu o potencial da história para o cinema. Em declaração à revista Deadline, disse:  
“Para mim, tinha tudo que você quer em um filme. Tinha um personagem interessante, motivado, obcecado e apaixonado. Tinha todo esse lance de trapaça. Ele era um fora da lei. Havia suspense. E então ele fez essa coisa que desafia a morte.”
Em fevereiro de 2014, Gordon-Levitt foi confirmado como protagonista. Em abril de 2014, os atores Charlotte Le Bon, Ben Kingsley e James Badge Dale se juntaram ao elenco. Em 6 de maio de 2014, foi anunciado que o filme seria lançado em 2 de outubro de 2015. Em maio de 2014, Steve Valentine e Ben Schwartz também foram confirmados no elenco. A fotografia principal começou em 26 de maio de 2014, em Montreal, e terminou em 6 de agosto de 2014.
Philippe Petit treinou pessoalmente Gordon-Levitt para andar no arame. Demonstrando otimismo, previu que o ator seria capaz de atravessar o cabo sozinho após um workshop intensivo de oito dias, o que de fato ocorreu.
Gordon-Levitt, que não possuía experiência formal em arame farpado, treinou diretamente com Petit. No final do oitavo dia, conseguiu andar sozinho no arame e continuou a praticar enquanto filmava. Junto com uma dublê, o ator gravou as cenas culminantes de uma caminhada em um palco de som, que contava com reconstruções dos dois andares superiores da torre e um cabo de aço a cerca de 3,6 metros do solo, estendido sobre um fundo verde simulando um abismo e ancorado em um poste. 
Para compreender melhor como era a travessia, Gordon-Levitt também percorreu a distância entre as duas piscinas do Memorial e Museu Nacional do 11 de Setembro, localizadas onde ficavam as Torres Gêmeas antes dos ataques de 11 de setembro. Ele havia visitado o observatório original em 2001, durante seu primeiro verão na cidade de Nova Iorque. "Era turístico, mas eu queria ir. Lembro-me bem. Parecia mais estar no céu do que em um prédio alto." 
Além de aprender a andar no arame, Gordon-Levitt também aprendeu a falar francês fluentemente, aperfeiçoando um sotaque parisiense com o auxílio de Le Bon e de outros atores franceses no set.

## Recepção

### Bilheteria
Com um orçamento estimado em US$ 35 milhões, A Travessia arrecadou cerca de US$ 10 milhões no território da América do Norte, acumulando com mais US$ 50 milhões ao redor do mundo e resultando em uma arrecadação final de US$60.5 milhões.

### Crítica
O filme foi bem recebido pela crítica em geral, com muitos elogios para a performance de Levitt, a direção de Zemeckis e os efeitos visuais da cena da travessia. No Rotten Tomatoes, o filme tem uma média de 85% de aprovação, baseado em 226 críticas, com média geral de 7.2/10. O consenso do site diz: "A Travessia se arrisca em um perigoso equilíbrio de visuais empolgantes com uma história baseada em fatos reais e - como seu protagonista equilibrista - atinge resultados impressionantes."